# René Pélissier
René Pélissier, né le 24 octobre 1935 à Nanterre et mort le 14 février 2024 à Villennes-sur-Seine,, est un historien français.

## Biographie
Docteur d'État-ès-lettres, il se spécialise dans l'histoire coloniale et militaire du Portugal ainsi que dans l'histoire des pays lusophones et hispanophones d'Afrique, d'Asie et d'Océanie aux XIXe et XXe siècles. Il écrit sur le sujet plusieurs livres (Les Guerres grises, La Colonie du Minotaure, Naissance du Mozambique, Naissance de la Guinée) qui font autorité,.

## Publications
- (es) Los territorios españoles de Africa, Instituto de Estudios Africanos. Madrid, 1964
- Études hispano-guinéennes, éditions Pélissier, Montamets, 78630 Orgeval (France), 1969
- Les Guerres grises. Résistances et révoltes en Angola (1845-1941), éditions Pélissier, Montamets, 78630 Orgeval (France), 1978, cet ouvrage a été couronné du Prix Kastner-Boursault par l'Académie française
- Le Naufrage des caravelles. Études sur la fin de l'empire portugais (1961-1975), éditions Pélissier, Montamets, 78630 Orgeval (France), 1979
- La colonie du Minotaure. Nationalismes et révoltes en Angola (1926-1961), éditions Pélissier, Montamets, 78630 Orgeval (France), 1979
- Du Sahara à Timor. 700 livres analysés (1980-1990) sur l'Afrique et l'Insulinde ex-ibériques, éditions Pélissier, Montamets, 78630 Orgeval (France), 1991
- Explorar. Voyages en Angola et autres lieux incertains, éditions Pélissier, Montamets, 78630 Orgeval (France), 1979
- Africana. Bibliographies sur l'Afrique luso-hispanophone (1800-1980), éditions Pélissier, Montamets, 78630 Orgeval (France), 1981
- Naissance du Mozambique.Résistances et révoltes anticoloniales (1854-1918), éditions Pélissier, Montamets, 78630 Orgeval (France), 1984
- Participation à la rédaction du livre  L'Afrique sous domination coloniale 1880-1935, volume 7 de L'histoire générale de l'Afrique publiée par l'Unesco, édition Présence africaine, 1987
- Don Quichotte en Afrique. Voyages à la fin de l'Empire espagnol, éditions Pélissier, Montamets, 78630 Orgeval (France), 1992
- Timor en guerre. Le crocodile et les Portugais (1847-1913), éditions Pélissier, Montamets, 78630 Orgeval (France), 1996
- Naissance de la Guiné. Portugais et Africains en Sénégambie (1841-1936), éditions Pélissier, Montamets, 78630 Orgeval (France), 1996
- Les campagnes coloniales du Portugal (1841-1941), éditions Flammarion, département Pygmalion, Paris, 2004
- Spanish Africa - Afrique Espagnole. Études sur la fin d'un Empire, éditions Pélissier, F-78630 Orgeval, France 2005  (ISBN 2-902804-12-1)
- Angola. Guinées. Mozambique. Sahara. Timor, etc. Une bibliographie internationale critique (1990-2005), éditions Pélissier, Montamets, 78630 Orgeval (France), 2006
- Portugais et Espagnols en « Océanie » - Deux empires : confins et contrastes, éditions Pélissier, Montamets, 78630 Orgeval (France), 2010